# Бомбардирський корабель

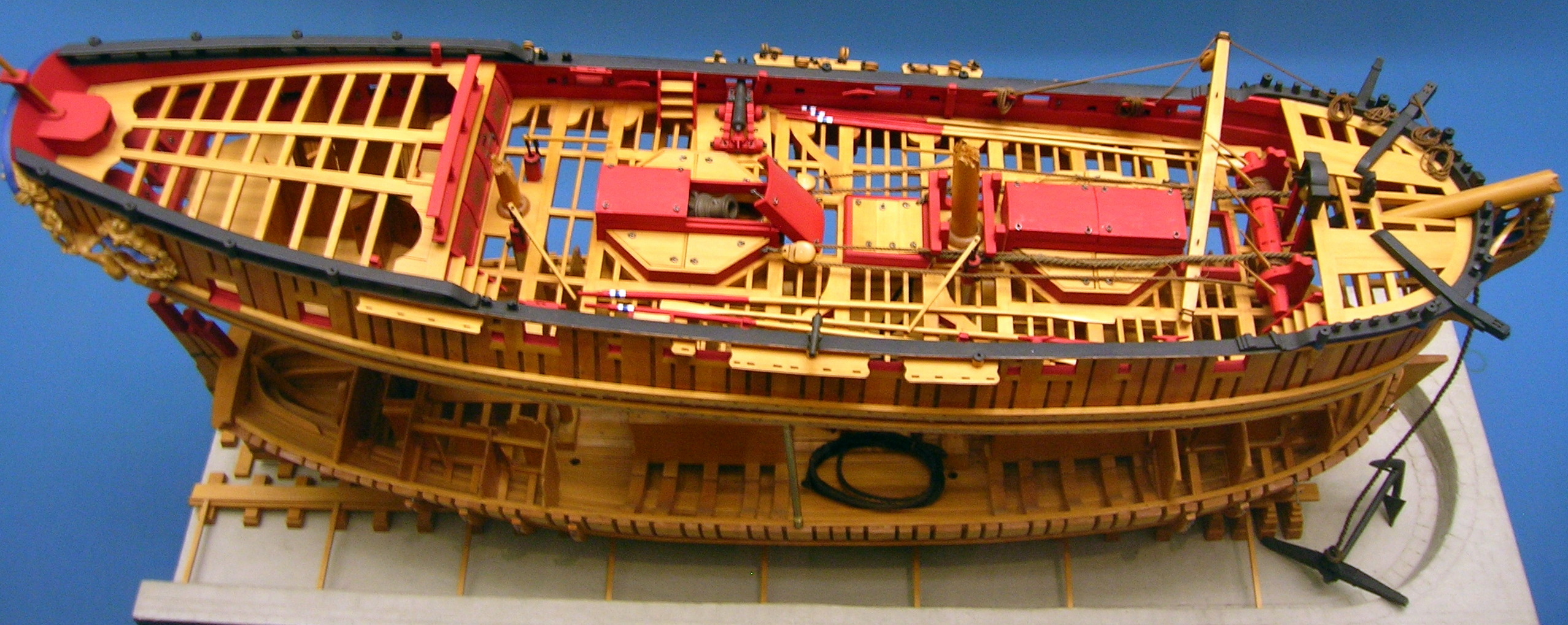
Модель англійського бомбардирського корабля Гранадо (1742), видна тільки одна з двох мортир

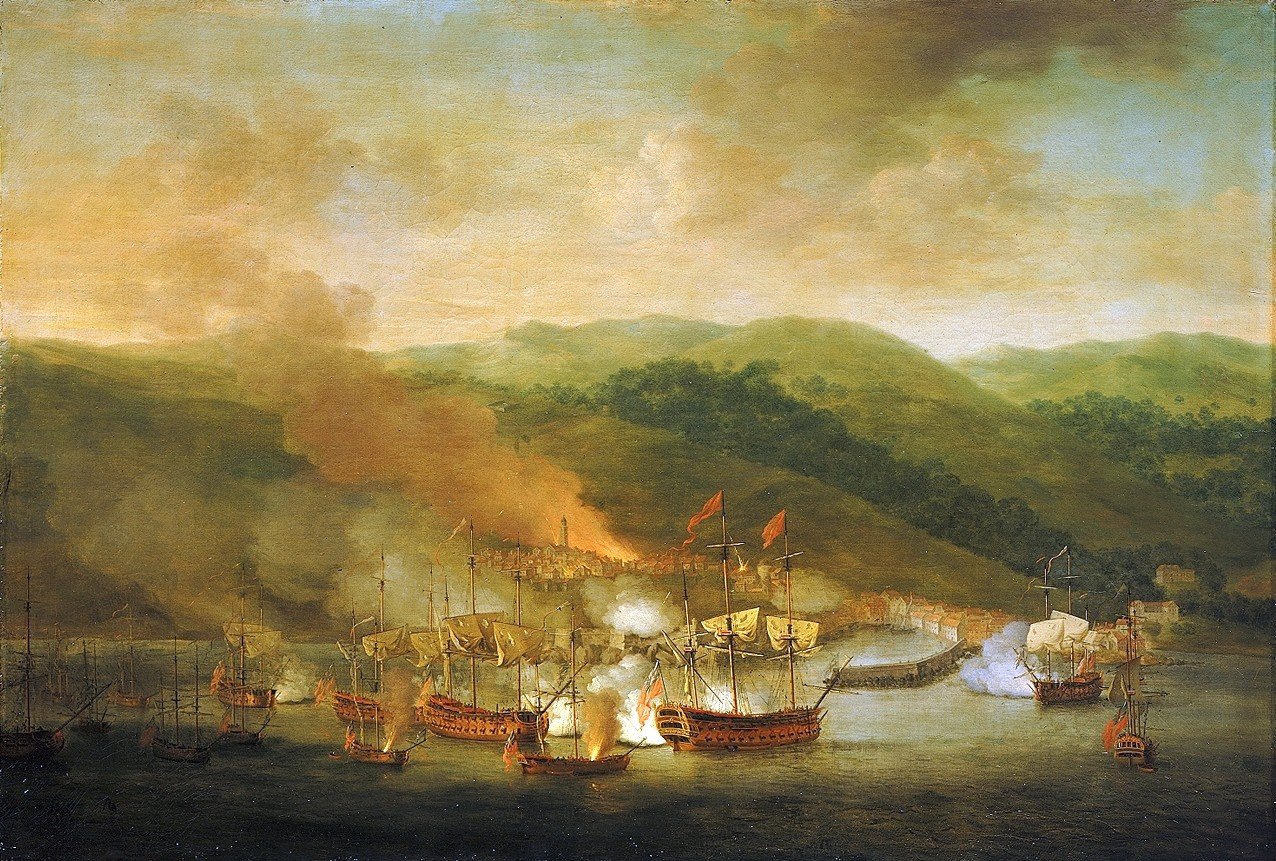
Обстріл Бастії бомбардирським кораблем, 1745 рік.

Бомбардирський корабель — вітрильне 2-3-щоглове судно кінця XVII — початку XIX століття з підвищеною міцністю корпусу, призначене для боротьби з береговими укріпленнями, для облоги морських фортець.
Бомбардирський корабель був озброєний гарматами великого калібру (мортирами, єдинорогами). Мав менше гармат, ніж близькі за розмірами кораблі (шлюп, корвет), але набагато більшого калібру. Особлива увага приділялась міцності корпусу, щоб стрільба з великокаліберних гармат не руйнувала кріплення. При цьому швидкості та мореплавності надавали меншого значення.
Основне призначення бомбардирських кораблів — обстріл з моря приморських фортець. Так як бомбардирський корабель був відносно малий, але міцний та озброєний великокаліберною та далекобійною артилерією, то був доволі важкою мішенню для фортечних артилеристів та досить небезпечним для самих фортець.
Часто при облозі фортець бомбардирські кораблі використовувались для придушення важких фортечних гармат, щоб лінійні кораблі та фрегати могли безперешкодно наблизитись до фортеці на дистанцію свого вогню.
Проти ескадри противника бомбардирські кораблі використовувались для артилерійського бою на великих дистанціях, до зближення своєї ескадри з ворожою на відстань вогню лінійних кораблів, після чого відходили за лінію лінійних кораблів, звідки, при можливості, вели вогонь по кораблях противника, підтримуючи свою ескадру.
Уперше з'явився у флоті Франції в 1681 році. Згодом увійшли до складу флотів багатьох держав.